# Support Your Local Sheriff!
Support Your Local Sheriff! is een Amerikaanse avondvullende komische western uit 1969 met in de hoofdrol James Garner. De film werd geregisseerd door Burt Kennedy en uitgebracht door United Artists.

## Verhaal
Deze film gaat over een klunzige sheriff met een hulpsheriff die continu dronken is. Ze moeten afrekenen met een bende overvallers onder leiding van hun vader.

## Rolverdeling
| Acteur           | Personage        |
| ---------------- | ---------------- |
| James Garner     | Jason McCullough |
| Joan Hackett     | Prudy Perkins    |
| Walter Brennan   | Pa Danby         |
| Harry Morgan     | Olly Perkins     |
| Jack Elam        | Jake             |
| Henry Jones      | Henry Jackson    |
| Bruce Dern       | Joe Danby        |
| Willis Bouchey   | Thomas Dever     |
| Kathleen Freeman | Mrs. Danvers     |
| Walter Burke     | Fred Johnson     |
| Chubby Johnson   | Brady            |
| Gene Evans       | Tom Danby        |
| Dick Peabody     | Luke Danby       |
| Dick Haynes      | Bartender        |

## Vervolg
In 1971 verscheen Support Your Local Gunfighter. Deze film had eenzelfde opzet als "Support Your Local Sheriff!", en werd opnieuw geregisseerd door Burt Kennedy met opnieuw in de hoofdrollen James Garner, Henry Morgan en Jack Elam.